# Dying to Try
«Dying to Try» (с англ. — «Жажду попробовать») — песня ирландского певца Брендана Мюррея, представленная на конкурсе «Евровидение-2017» в Киеве.

## Евровидение
16 декабря 2016 года Мюррей был объявлен представителем Ирландии на Евровидении 2017 года. Музыкальное видео к его записи «Dying to Try» было выпущено 10 марта 2017 года, а 29 марта был выпущен в виде цифрового скачивания. Ирландия участвовала во втором полуфинале на Евровидении 11 мая 2017 года, но не смогла претендовать на финал.

## Композиция
| №  | Название       | Длительность |
| -- | -------------- | ------------ |
| 1. | «Dying to Try» | 3:00         |